# Vụ sát hại Annie Le
Vụ giết Annie Le xảy ra vào ngày 8/9/2009, trong khuôn viên Đại học Yale ở New Haven, Connecticut, Hoa Kỳ. Nạn nhân là Annie Marie Le (3/7/1985 – 8/9/2009), một nữ sinh viên khoa Dược đại học Yale, cô được nhìn thấy lần cuối trong sân trường vào ngày 8 tháng 9. Tới ngày 13/9, ngày cưới của Annie, người ta tìm thấy thi thể của cô bên trong tòa nhà của trường.
Ngày 17/9, cảnh sát bắt giữ nghi phạm Raymond J. Clark III, một nam kỹ sư phòng thí nghiệm làm việc cùng trường. Clark kháng cáo tội giết người vào ngày 17/3/2011. Phán quyết cuối cùng, hắn bị xử án 44 năm tù giam vào ngày 3/6/2011.

## Nạn nhân
Le sinh ra tại San Jose, California, trong một gia đình người Mỹ gốc Việt.